# Kot na Pohorju
Kot na Pohorju – wieś w Słowenii, w gminie Slovenska Bistrica. W 2018 roku liczyła 161 mieszkańców.